# Sint-Elisabethklooster (Huissen)
Het Sint-Elisabethsklooster was een  klooster gelegen aan de Langekerkstraat in Huissen in de Nederlandse provincie Gelderland. Het gebouw is thans in gebruik als het appartementencomplex Het Convent en als openbare bibliotheek.
Al eerder bestond in Huissen een klooster van de franciscanessen, het Sint-Elisabethsconvent (1448-1812). Dit in 1448 gestichte klooster werd in 1812 door de Franse autoriteiten gesloten.

## Terugkeer van de franciscanessen
De Zusters Franciscanessen van Heythuysen, gesticht in 1835, vestigden zich in 1866 ook in Huissen. Deze congregatie hield zich bezig met onderwijs aan arme kinderen en de zorg voor behoeftigen en zieken. Het gebouw waar zij zich vestigden stond bekend als het Armengesticht. Zij begonnen aan de Langekerkstraat ook een bewaarschool, een meisjesschool en het Damesgesticht, een rusthuis voor dames van gegoede stand.

## De Sint Antoniuskapel
Pastoor J.Th. Luycks van de Onze Lieve Vrouw ten Hemelopnemingkerk in Huissen gaf opdracht aan de architect Gerard te Riele om een kapel voor de zusters te ontwerpen. De Sint Antoniuskapel is een eenbeukige in neogotische stijl gebouwde kapel met een tongewelf van stucwerk. Zij werd in 1891 gerealiseerd en door de pastoor aan de zusters ter beschikking gesteld en in 1896 aan de zusters geschonken.

## De bouw van het kloostergebouw
De zusters gaven in 1935 opdracht om een nieuw klooster te bouwen. Naar ontwerp van G.M. Leeuwenberg werd het klooster gebouwd in de stijl van de Delftse School. Het armengesticht en de schoolvleugel werden gesloopt. Gerealiseerd werden twee gebouwen met een binnentuin die door een rondlopende kloostergang met elkaar werden verbonden. Op dat moment werd de Sint Antoniuskapel gerestaureerd.
Het nieuwe complex bestond uit een gasthuis aan de voorzijde, het zusterhuis aan de achterzijde, de Sint Antoniuskapel en een pension.
Het kloostercomplex werd in het oorlogsgeweld van 1944 zwaar beschadigd, maar kon in tegenstelling tot de kerk worden hersteld, waarschijnlijk onder leiding van architect Leeuwenberg. De kapel overleefde de oorlog ongeschonden.

## Het gebruik na 1965
De zusters verkochten in 1965 het Zusterhuis (achterzijde van het klooster) aan de Zusters Penitenten uit Reek. Deze verhuisden naar Huissen en vestigden daar hun klooster Nazareth, toegankelijk vanaf de Vierakkerstraat. Het Gastenhuis aan de Langekerkstraat werd verkocht aan het bejaardentehuis Sancta Maria. De zusters verhuisden naar nieuwbouw voor de kapel. Het klooster Nazareth kreeg een gastenhuis aan de Vierakkerstraat, het huidige Hof van Hessen.
Het voormalig gastenhuis van het Sint-Elisabethklooster aan de Langekerkstraat is in 1977 aangekocht door de gemeente en verbouwd tot gemeentehuis. In 1988 kocht de gemeente ook het klooster Nazareth. Het gehele gebouw werd in gebruik genomen als gemeentehuis en is door de gemeente verbouwd en uitgebreid. Het Hof van Hessen werd ter beschikking gesteld aan de Historische Kring Huessen. De kloostertuin werd ingericht als het Raadhuisplein. In 2011 is het pand door de gemeente verlaten. Na een lange periode van leegstand is het gebouw in gebruik genomen als huisvesting van de openbare bibliotheek en als appartementencomplex. De na 1997 gerestaureerde kapel is thans o.a. in gebruik als trouwlocatie.